# مشفهة صغيرة اللحية
مشفهة صغيرة اللحية (الاسم العلمي:Chiloglanis micropogon) هي نوع من الأسماك تتبع جنس المشفهة من فصيلة الموشوكيات.